# Яковлев, Владимир Анатольевич
Влади́мир Анато́льевич Я́ковлев (род. 25 ноября 1944, Олёкминск, Якутская АССР, РСФСР, СССР) — российский государственный, политический и общественный деятель.
Член Совета Федерации Федерального собрания Российской Федерации от Санкт-Петербурга (1996—2002). Губернатор Санкт-Петербурга (1996—2003). Член президиума Государственного совета Российской Федерации (2000—2001). Заместитель председателя правительства Российской Федерации (2003—2004). Полномочный представитель президента Российской Федерации в Южном федеральном округе (2004). Министр регионального развития Российской Федерации (2004—2007).

## Биография
Родился 25 ноября 1944 года в Олёкминске, куда в марте 1942 года на основании ПВС ЛФ № 00713 была выслана его мать Хильма Ляхтинен (1921 г.р.), уроженка деревни Лимузи Ораниенбаумского района Ленинградской области (из ингерманландских финнов).
- 1969 — вступил в ряды КПСС.
- 1973 — окончил Северо-Западный заочный политехнический институт в Ленинграде. Работал мастером, затем управляющим строительным трестом.
- 1987 — назначен заместителем начальника Жилищного управления Ленгорисполкома, а затем главным инженером ТПО жилищного хозяйства.
- 1993, октябрь — назначен председателем Комитета по городскому хозяйству и заместителем мэра Санкт-Петербурга.
- 1994, весна — первый заместитель мэра.
- 1994 — звание «Заслуженный строитель России».
- 2 июня 1996 — избран губернатором Санкт-Петербурга. Выиграл выборы во втором туре, состоявшемся 2 июня, получив при этом 47,5 % (Анатолий Собчак — 45,8 %).
- 1999 — звание «Почётный строитель России».
- 2000, май — одержал победу в первом туре губернаторских выборов в Санкт-Петербурге.

С 2 сентября 2000 по 12 марта 2001 — член президиума Государственного совета Российской Федерации.
В 2000 году — глава рабочей группы Государственного совета по разработке официальной российской символики. Рабочая группа рекомендовала принять в качестве музыки гимна России гимн СССР, а в качестве слов гимна — текст, написанный в 2000 году Сергеем Михалковым.

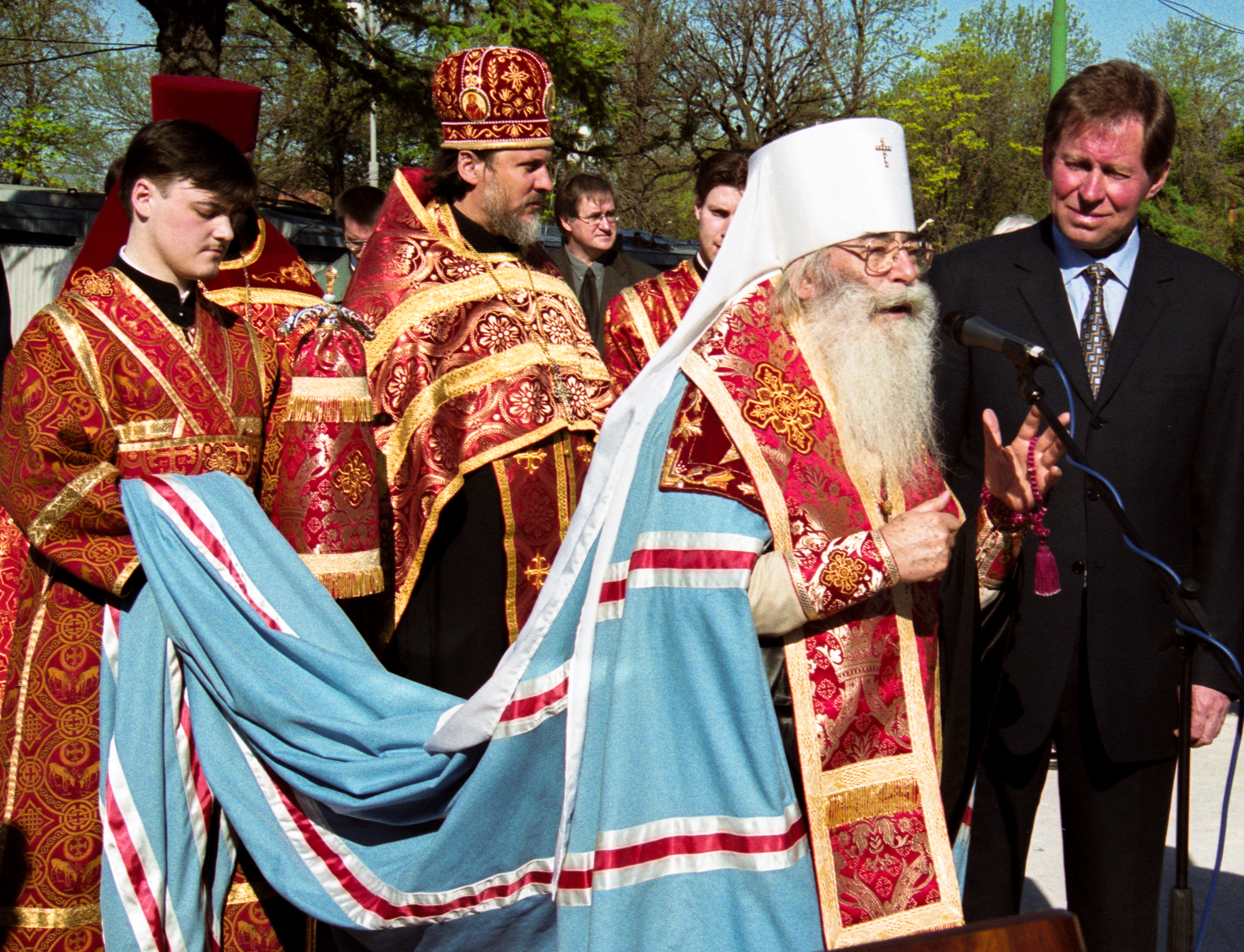
С Митрополитом Владимиром во время открытия памятника Александру Невскому, Санкт-Петербург, май 2002 года, автор фото: Лев Медведев

- 2003, июнь — досрочно сложил с себя полномочия губернатора и указом президента Российской Федерации назначен на должность заместителя председателя правительства Российской Федерации. Для этого отдельным указом президента в структуре федеральных органов исполнительной власти была введена дополнительная должность. В правительстве курировал ЖКХ, строительство, развитие и работу транспорта.
- 24 февраля 2004 — указом президента Российской Федерации отправлен в отставку в составе правительства Михаила Касьянова.
- 9 марта 2004 — 13 сентября 2004 — полномочный представитель президента Российской Федерации в Южном федеральном округе[5][6][7].
- 14 сентября 2004 — 24 сентября 2007 — министр регионального развития Российской Федерации.

Кандидат технических наук, доктор экономических наук, профессор кафедры городского хозяйства Санкт-Петербургского государственного политехнического университета, почётный доктор Санкт-Петербургского государственного университета экономики и финансов, академик Международной инженерной академии.
28 апреля 2009 года избран президентом Российского союза строителей (РСС) в ходе съезда в Москве.
В 2012 году решением IX съезда Российского союза строителей повторно избран президентом РСС сроком на 5 лет.

## Семья
Был женат на Ирине Ивановне Яковлевой (6.01.1945 — 23.11.2014); сын — Игорь (род. 1970); внучка — Александра (род. 1999).
Вторая жена — Марина Александровна Яковлева; сын — Владимир (род. 2019).

## Награды и звания

#### Награды России
- Орден «За заслуги перед Отечеством» IV степени (16 июня 2003) — за большой вклад в социально-экономическое развитие города и многолетнюю добросовестную работу[13]
- Орден Почёта (17 августа 1999) — за большой вклад в социально-экономическое развитие города[14]
- Юбилейная медаль «300 лет Российскому флоту» (1996)[15]
- Медаль «В память 850-летия Москвы» (28 февраля 1997)[15]
- Золотая медаль «Древо дружбы» (1999, Межпарламентская ассамблея СНГ) — за выдающийся вклад в формирование информационного пространства СНГ[15]
- Медаль имени адмирала М. П. Лазарева (19 июля 1999, Санкт-Петербургское Морское собрание)[15]
- Юбилейная медаль «100 лет Санкт-Петербургскому Государственному техническому университету» (22 октября 1999)[15]
- Юбилейная медаль «100 лет Транссибирской магистрали» (27 июля 2001)[15]
- Медаль «200 лет МВД России» (2002, МВД России)[15]
- Медаль «200 лет МИД России» (2002, МИД России)[15]
- Юбилейный знак «375 лет Якутия с Россией» (2002, Республика Саха (Якутия))[15]
- Орденский знак Санкт-Петербургского Морского собрания (2003, Санкт-Петербургское Морское собрание)[15]
- Знак «Золотой щит Экономики» (2004, Минэкономразвития России)[15]
- Памятная медаль «Энциклопедия — лучшие люди России» (23 августа 2004)[15]
- Памятная медаль «В ознаменование 100-летия Агентства ИТАР-ТАСС» (2004, ТАСС)[15]
- Медаль «Во Славу Осетии» (27 ноября 2004, Северная Осетия)[15]
- Знак отличия «За заслуги в транспортном строительстве» (август 2004)[15]
- Медаль «300 лет Балтийскому флоту» (16 ноября 2004, Минобороны России)[15]
- Медаль «В память 1000-летия Казани» (2005)[15]
- Почётный знак «Честь и слава Санкт-Петербурга» (28 ноября 2024)[16]

#### Зарубежные
- Офицер ордена Заслуг перед Республикой Польша (Польша, 11 октября 1999) — за выдающиеся заслуги в развитии польско-российского сотрудничества[17]
- Орден Двойного белого креста 2-го класса (Словакия, 4 июля 2002)[18]
- Крест Президента Словацкой Республики I степени (Словакия, 31 мая 2003)[19]
- Крест Президента Словацкой Республики II степени (Словакия, 4 июля 2002)[20]
- Орден «Шараф» (Таджикистан)
- Орден «За заслуги» III степени (Украина, 5 июня 2003) — за весомый личный вклад в укрепление экономических и культурных связей между Санкт-Петербургом и регионами Украины[21]

#### Религиозные
- Орден святого благоверного князя Даниила Московского II степени (РПЦ)
- Орден святого равноапостольного великого князя Владимира III степени (РПЦ)
- Орден Святого Нерсеса Шнурали (Армянская Апостольская Церковь)

#### Почётные звания и премии
- «Заслуженный строитель Российской Федерации» (30 декабря 1994) — за заслуги в области строительства и многолетний добросовестный труд[22]
- Благодарность президента Российской Федерации (12 августа 1996 года) — за активное участие в организации и проведении выборной кампании Президента Российской Федерации в 1996 году[23]
- Диплом «Гран при» (1998, «Строительная газета»)[15]
- Диплом «Литературная премия» (1998)[15]
- Золотой знак и специальная премия «За поддержку театрального искусства в г. Санкт-Петербурге и Ленинградской области» (1999)[15]
- Премия «Золотая маска» за поддержку театрального искусства России (2000)[24]
- «Почётный работник начального профессионального образования Российской Федерации» (15 сентября 2000, Министерство образования Российской Федерации)[15]
- «Лидер Российской экономики — 2004» (21 мая 2004, Оргкомитет Международного форума)[15]
- «Заслуженный инженер России» (2004, РИА)[15]
- Почётный доктор Российского государственного социального университета[25].
- Почётный член Российской академии архитектуры и строительных наук[26].